# Vliegveld Bergen
Vliegveld Bergen was een militair vliegveld ten zuiden van Bergen (Noord-Holland). Kort voor het uitbreken van de Tweede Wereldoorlog werd het, om redenen van landsbelang, op 17 juli 1939 in gebruik genomen. Bijna twee jaar daarvoor was aangekondigd dat de aanleg in de Bergermeer zou plaatsvinden. Dit was een drassig gebied waarin voor de afwatering een gemaal werd gebouwd. Dit staat verdekt opgesteld in de dijk bij de Bergerringsloot. Vanwege de slechte werking van dit gemaal liepen vliegtuigen vaak vast in de zachte bodem. Het  drassige terrein vereiste hoge kosten om het tot volwaardig vliegveld te maken en dus werd door het Departement van Oorlog besloten slechts een betonnen platform voor de hangars te installeren. Het vliegveld Bergen bestond van 1937 tot 1944. 

## Geschiedenis
Op 10 mei 1940 was vliegveld Bergen toegewezen aan het 1e Luchtvaartregiment (1LVR). Dit had 13 Fokker G.I jachtkruisers van de 4e Jacht Vliegtuig Afdeeling (4e JaVA) en tien Fokker C.X verkenners van de Strategische Verkennings Afdeeling (StraVA) gelegerd. Als noodmaatregel werden alle G-1's op het betonnen platform voor de commandopost gestald. Het platform 3 was reeds één week eerder in gebruik genomen. Een  voordeel was dan het feit dat de vliegers snel konden reageren. De C-X verkenners waren niet voor onmiddellijke inzet bestemd en werden verspreid buiten het vliegveld opgesteld.
In de nacht van 9 op 10 mei zaten de vliegers op tijd in hun warmgedraaide toestellen. Van de vreemde vliegtuigen die men hoorde overvliegen werd gedacht dat het Luftwaffe-toestellen onderweg naar Engeland waren. Het commando om tot actie over te gaan werd om 03:55u uit Den Haag aan de jagersafdelingen gegeven maar even daarvoor waren de overvliegende toestellen echter omgedraaid. Zij vielen Bergen precies om 04:00u aan. Slechts een G-1 (rnr 321) wist op te stijgen; alle overige jachtkruisers werden vernield. Het weggekomen toestel schoot op het strand bij Katwijk nog drie Duitse Junkers Ju 52/3m's in brand en keerde later naar Bergen terug. Daar was intussen chaos uitgebroken, want na het bombardement werd het vliegveld door Messerschmitt Bf 109 jachtvliegtuigen vanuit de lucht bestookt. Na het einde van de Duitse aanvallen om 04:45u bleek dat, na een verlies van slechts twee Duitse toestellen, alle hangars waren getroffen en dat twaalf van de dertien G-1's niet meer inzetbaar waren. De verspreid opgestelde C-X verkenners waren onbeschadigd. Later die dag landde op vliegveld Bergen nog een Nederlandse Fokker T.V bommenwerper (rnr 850); deze heeft nog aan twee acties deelgenomen voordat hij verloren ging. De G-1's die beschadigd waren werden nog ter misleiding op het veld gezet maar Bergen werd daarna niet meer aangevallen. In de navolgende oorlogsdagen werden enkele G-1's gerepareerd en nog samen met enkele C-X's ingezet.
Na de overgave van Nederland, viel het vliegveld op 15 mei in Duitse handen. Het werd voor hergebruik gereedgemaakt en uitgebreid. Er werden opstelplaatsen voor vliegtuigen aangelegd, onderkomens- en bunkers gebouwd. Het terrein werd beter gedraineerd en er werden wegen aangelegd. In de zomer van 1940 werd het vliegveld weer in gebruik genomen als fliegerhorst Bergen. In de periode 1940-1944 waren de Luftwaffe-eenheden 7, 8 en 9 van het JagdGeschwader 54 vliegend met Messerschmitt Bf 109E's en een flak-groep op flugplatz Bergen gelegerd.Ook Duitse Nachtjägers van het type BF 110  Zij hadden als taken regionale luchtverdediging en het uit de lucht escorteren van schepen of konvooien. Ook Duitse bommenwerpers gebruikten het vliegveld af en toe als uitwijkhaven.
Op 4 mei 1944 werd het vliegveld door geallieerde vliegtuigen gebombardeerd omdat deze hun doelen in Duitsland vanwege het slechte weer niet konden bereiken. Na D-day werd het vliegveld op 10 juni 1944 uit vrees voor eventuele vijandelijke landingen door de Duitsers onbruikbaar gemaakt net zoals andere vliegvelden langs de Nederlandse kust. 
In het kader van Operatie Manna en Chowhound werd het vliegveld aan het eind van de oorlog een van de elf Nederlandse voedseldroppingsterreinen. Begin mei 1945 werd hier diverse keren voedsel uit geallieerde vliegtuigen geworpen.
Na de bevrijding werd het vliegveld niet meer gebruikt. Veel bunkers en andere bebouwing werden gesloopt. Van de hangars resteert weinig, de rails van de roldeuren in de betonplaten van het platforms zijn nog aanwezig. Enkele groepen voormalige Duitse bunkers, plaatselijk bekend als het bunkerdorp en wegen herinnert nog aan de bezettingstijd. Het oude gemaal is nog steeds compleet aanwezig. Het terrein kreeg in de jaren 1950 een mobilisatiebestemming voor de Koninklijke Landmacht en een klein deel van het gebied werd incidenteel nog gebruikt door het Korps Nationale Reserve.
In 2013 werd een deel het terrein aangekocht door initiatiefnemers van het Ecodorp Bergen. Deze willen er in de toekomst een duurzame, ecologische woon- en werkgemeenschap oprichten. Sinds 2015 is er een klein museum op het voormalige vliegveld gevestigd in een kleine telefoonpost bunker aan de Groeneweg. Het museum is in de zomermaanden van maart tot oktober de laatste twee zondagen van de maand geopend.